# Trần Xuân Sắc
Phó bảng Trần Xuân Sắc (1848-1919) là một danh sĩ của Việt Nam cuối thế kỷ XIX đầu thế kỷ XX. Ông còn được đánh giá là một nhà giáo giỏi, đã đào tạo được nhiều thế hệ học trò xuất sắc, như Ngô Quang Đoan (con trai Ngô Quang Bích)... Tên ông được đặt cho một con đường tại thành phố Thái Bình.
Ông sinh năm 1848, người làng Đông Thành, tổng Hà Cát, huyện Giao Thủy, nay thuộc xã Nam Hải, Tiền Hải, Thái Bình, Việt Nam. Thời trẻ, ông theo học thầy Nguyễn Doãn Cử. Ông đỗ cử nhân khoa Mậu Dần (1878), một năm sau đỗ Phó bảng khoa Kỷ Mão (1879). Ông được bổ làm Hàn lâm viện kiểm thảo, sau đó đổi làm Tri huyện Tiên Lữ (thuộc Hưng Yên, Việt Nam). Tuy nhiên, chỉ một thời gian sau, do bất bình với triều đình Huế về chính sách đầu hàng thực dân Pháp, ông cáo quan về quê dạy học.
Có lần ông đến chơi nhà người bạn thấy có bày lọ cắm hoa lay ơn, ông đọc bài thơ:
| “ | Lay ơn thảo tố tự Tây Phương Tùng bả tây hoa đáo ngã bang Nan dữ danh hoa tranh diện sắc Kham ta hữu sắc cảnh vô hương. | ” |

Bài dịch của Vũ Đình Ngạn:
| “ | Lay ơn hoa vốn ở phương Tây Thử hỏi ai đem đến nước này Khó sánh danh hoa phê sắc đẹp Vô hương hữu sắc đáng buồn thay. | ” |